# Psychotria woytkowskii
Psychotria woytkowskii är en måreväxtart som beskrevs av John Duncan Dwyer och M.Victoria Hayden. Psychotria woytkowskii ingår i släktet Psychotria och familjen måreväxter. Inga underarter finns listade i Catalogue of Life.